# Harold Courlander

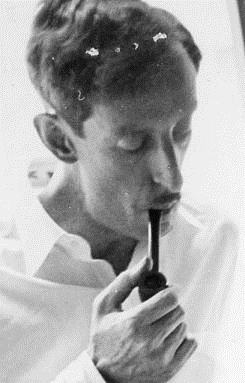
Harold Courlander in 1955

Harold Courlander (Indianapolis, 18 september 1908 - ?, 15 maart 1996) was een Amerikaans antropoloog en schrijver. 
Courlander had van jongs af aan interesse in andere culturen. Hij reisde veel in het kader van zijn werk als antropoloog, en specialiseerde zich in de cultuur van Haïti. Andere gebieden en culturen waarover hij publiceerde waren Indonesië, Afrika, het Midden-Oosten en oorspronkelijke Amerikanen.
Als schrijver publiceerde hij diverse romans, waarvan The African het bekendst is geworden. Dat kwam niet in de laatste plaats door de auteursrechtenzaak die Courlander met succes aanspande tegen collega-auteur Alex Haley. Haley werd er van beschuldigd grote delen van The African te hebben verwerkt in zijn boek Roots: The Saga of an American Family. Alhoewel Haley volhield dat dit niet met opzet was gebeurd, betaalde hij Courlander 650.000 dollar als schikking. 
- Bibsys: 90103529
- Biblioteca Nacional de España: XX896743
- Bibliothèque nationale de France: cb125712205 (data)
- CiNii: DA00849323
- Digitale Bibliotheek voor de Nederlandse Letteren: cour059
- Gemeinsame Normdatei: 132580047
- International Standard Name Identifier: 0000 0001 0869 6709
- Library of Congress Control Number: n50017643
- MusicBrainz: 6b03ffcb-3399-4275-89ee-2c8c34430e87
- Bibliotheek van het Japanse parlement: 00512679
- Nationale Bibliotheek van Tsjechië: kup19950000017305
- Nationale bibliotheek van Australië: 35031619
- Nationale Bibliotheek van Israël: 987007260104305171
- Nederlandse Thesaurus van Auteursnamen: 070252947
- Réseau des bibliothèques de Suisse occidentale: 02-A003139998
- SNAC: w6fb7736
- Système universitaire de documentation: 035025018
- Trove: 804374
- Virtual International Authority File: 10407251
- WorldCat: E39PBJyMbbbykgXCbpJYCfvCQq